# Psebium brevipenne
Psebium brevipenne là một loài bọ cánh cứng trong họ Cerambycidae.